# Dominicana de Aviación
Compañía Dominicana de Aviación (CDA) (IATA: DO, OACI: DOA, Indicativo: DOMINICANA), comúnmente llamada como Dominicana de Aviación o simplemente Dominicana, fue la aerolínea bandera nacional de la República Dominicana. Fue fundada el 4 de mayo de 1944 con asistencia de Pan Am, voló por última vez en 1995 y cerró formalmente en 1999. Ofrecía vuelos internacionales, así como vuelos nacionales dentro de varias ciudades del país caribeño. Su capital era completamente estatal, propiedad del estado dominicano.
Su hub fue inicialmente el Aeropuerto General Andrews en Santo Domingo. Tras el cierre de este aeropuerto, su centro de conexión principal se trasladó al recién construido Aeropuerto Internacional Las Américas en 1959, tomando luego como hub secundario al Aeropuerto Internacional Gregorio Luperón, en la ciudad de Puerto Plata.

## Historia
Dominicana inició sus operaciones el 4 de mayo de 1944, durante la dictadura de Rafael Trujillo. Desarrollaba en principio solo vuelos de cabotajes a Santiago, Barahona, Puerto Plata, San Juan, La Romana y Montecristi. Su primer presidente fue Charles McLaughin, suegro de Héctor Trujillo, hermano de Rafael Trujillo. La compañía inició sus vuelos internacionales en 1951, debido a la necesidad de tener una aerolínea nacional que cubriera esas rutas debido al gran número de ciudadanos dominicanos que ya comenzaban a emigrar a ciudades como Nueva York, San Juan, Miami y Madrid. Las primeras naves incorporadas al servicio fueron DC-3, DC-4 y DC-6. 
Para Dominicana, la década de 1950s vio el inicio de vuelos internacionales y la expansión de sus vuelos de cabotajes. La aerolínea empezó a volar frecuentemente entre Santo Domingo y otras ciudades dominicanas como Puerto Plata, Barahona y Santiago. A la flota se le añadieron también aeronaves Curtiss C-46 Commando. Al ajusticiamiento del dictador Trujillo en 1961, la CDA, junto a otros bienes incautados de la tiranía, pasó a ser parte de la Corporación de Empresas Estatales (CORDE). Años después, también llegaron los jets para Dominicana. La aerolínea adquirió aviones DC-8 para sus vuelos más largos como al Aeropuerto JFK en Nueva York. También se adquirieron aviones DC-9 y Boeing 727 durante ese período. Los 727 fueron comprados nuevos a la fabricante, Boeing. Así mismo, se adquirieron dos aviones Carvair ATL-98 para operaciones de carga. 
La aerolínea continuó su crecimiento en los 1970s con la introducción de más aeronaves B727 y Boeing 707. Ese crecimiento se mantuvo durante los primeros años de la década de 1980s, aumentando sus viajes a San Juan, Puerto Rico, manteniendo sus vuelos a Nueva York y Miami; y expandiendo sus destinos internacionales a ciudades como Caracas, Bogotá, Quito, Madrid, Fráncfort, Milán, Curazao, Toronto y Aruba. A mediados de la década de los 80's, la aerolínea incorporó a su flota un Boeing 747 para las distancias transcontinentales y de más demanda.
Al momento de su clausura, el diseño de los aviones de Dominicana consistía en un fuselaje plateado metálico (aunque algunos aviones tenían el fuselaje blanco) con dos líneas, una roja y otra azul que se extendían a lo largo, representando los colores de la bandera dominicana y que se remontaban hasta la cola. El logotipo de la cola estaba formado por cuatro bloques, dos azules y dos rojos, con una distribución similar a los bloques de la bandera dominicana. El nombre DOMINICANA aparecía escrito en letras mayúsculas de color negro en la parte superior de las ventanas de los pasajeros, cerca de la cabina.

### Crisis y cierre de operaciones

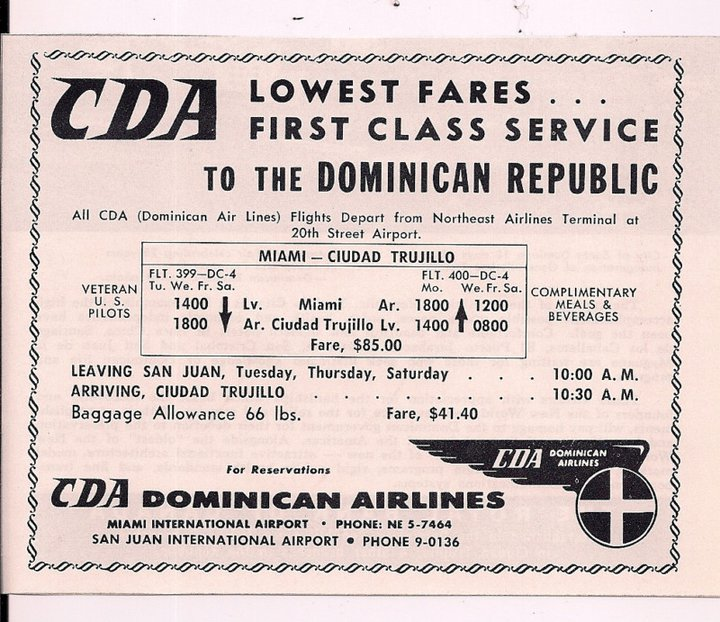
Itinerario de Dominicana: Ciudad Trujillo-Miami en la década de 1950s

A partir de la segunda mitad de la década de los años 80, los altos costos de mantenimiento de la flota que había adquirido la aerolínea se hizo incosteable, y para paliar la situación empezó a reducir su flota vendiendo sus aviones y restando rutas a su itinerario. Un ejemplo es el 747 que había sido adquirido en 1985 y tuvo que ser vendido a finales de 1987.
A inicios de la década de 1990s la situación era ya crítica, quedándose solo con las rutas principales a los Estados Unidos: Nueva York, Miami y San Juan. Las rutas de Europa a Madrid, Frankfurt y Milán fueron arrendadas a aerolíneas chárter. En esos años, la compañía ya no fue capaz de dar servicio a sus B727s y B707s los cuales fueron vendidos. La República Dominicana perdió la Categoría I de la FAA por lo cual aeronaves de matrícula dominicana (HI-) no podían viajar a territorio estadounidense. 
Como forma de contrarrestar este inconveniente, y bajo el alegato de reducir costos, Dominicana recurrió al arrendamiento de aviones (incluyendo su tripulación) tipo B-727 y tres Airbus A300, estos últimos solo pudieron ser mantenidos en la empresa por cuatro meses, y debido a la baja capacidad de los 727 y la alta demanda de las rutas Nueva York y Miami, los retrasos se hicieron constantes y la pérdida de equipaje se convirtió en algo habitual, lo que ocasionó que los aviones volaran en ocasiones únicamente para transportar las maletas extraviadas. Este desprestigio y mala publicidad se expandió entre los pasajeros y el público en general, sumándose a la crisis económica de la empresa y contribuyó a su descalabro.
1994 fue el año que fulminó a la empresa. Debido a la devolución de los A300 y la falta de abasto para sus principales rutas, en un último esfuerzo Dominicana recurrió al arrendamiento de Boeing 737 y Boeing 757 (también con tripulación incluida debido a la pérdida de la Categoría I) de la aerolínea mexicana TAESA. Estos arrendamientos solo pudieron ser sostenidos por cinco meses. En la temporada de Navidad de 1994, la temporada alta de viajes, el Gobierno Dominicano prometió otro A300 para la superpoblada ruta Nueva York-Santo Domingo. Apoyándose en esta promesa, la aerolínea llegó a reservar 290 asientos por día durante todo el mes de diciembre, adicionales a los reservados para los B727. Llegado diciembre, el A300 nunca llegó y sobrevino el caos entre los pasajeros en el Aeropuerto Las Américas de Santo Domingo y en el JFK de Nueva York. La aerolínea tuvo que hacer un arrendamiento de emergencia de un L1011 alrededor de cinco veces ese mes para el transporte de los pasajeros que no pudieron cambiar a otra aerolínea. Las maletas perdidas y los retrasos estaban por doquier y cualquier esperanza de reinvertir en la compañía desapareció.
Debido a estos hechos, sumados a la crisis financiera y el mal manejo de sus directores, a principios de 1995 el Gobierno Dominicano decidió cerrar Dominicana de Aviación. Originalmente el cierre se planeó como una medida temporal durante unos meses para su supuesta reestructuración. Pero los meses se convirtieron en años y la aerolínea siguió inactiva hasta 1999, año en que formalmente se disolvió. La mayoría de los activos de la empresa han sido liquidados o cedidos a otras entidades del Gobierno Dominicano y mantiene aun deudas pendientes con acreedores extranjeros así como con ex empleados. 
Fue otra de las tantas aerolíneas que desaparecieron durante la primera mitad de los años 90. A pesar de su mala reputación en sus últimos años basada en los retrasos y pérdida de equipaje frecuentes, la compañía se convirtió en un símbolo nacional y sigue siendo recordada con nostalgia por quienes llegaron a utilizar sus servicios. Así mismo, muchos ciudadanos dominicanos desean nueva vez su puesta en marcha movidos por el sentimiento de volar en una línea bandera nacional. Hoy en día, operan en República Dominicana aerolíneas internacionales y pequeñas compañías aéreas regionales dominicanas de capital privado. En la actualidad (año 2019) no existen planes del Gobierno dominicano ni de inversionistas privados para retomar una línea aérea bandera del tamaño que exhibió Dominicana en sus mejores años y aunque muchas veces se ha anunciado la formación de una empresa aérea similar, los intentos se han quedado en papel.

## Antiguos destinos
Durante toda su existencia (1944-1995) los aviones de Dominicana volaron a los siguientes destinos:
| Países                      | Destinos                   | Aeropuertos                                         | Notas                                                                                |
| América del Norte           | América del Norte          | América del Norte                                   | América del Norte                                                                    |
| --------------------------- | -------------------------- | --------------------------------------------------- | ------------------------------------------------------------------------------------ |
| Canadá                      | Toronto                    | Aeropuerto Internacional Toronto Pearson            |                                                                                      |
| Estados Unidos              | Boston                     | Aeropuerto Internacional Logan                      |                                                                                      |
| Estados Unidos              | Miami                      | Aeropuerto Internacional de Miami                   | Focus city.                                                                          |
| Estados Unidos              | Nueva York                 | Aeropuerto Internacional John F. Kennedy            | Focus city.                                                                          |
| Estados Unidos              | Orlando                    | Aeropuerto Internacional de Orlando                 |                                                                                      |
| América Central y el Caribe |                            |                                                     |                                                                                      |
| Aruba                       | Oranjestad                 | Aeropuerto Internacional Reina Beatrix              |                                                                                      |
| Curazao                     | Willemstad                 | Aeropuerto Internacional Hato                       |                                                                                      |
| Haití                       | Puerto Príncipe            | Aeropuerto Internacional Toussaint Louverture       | En ese entonces llamado Aeropuerto François Duvalier.                                |
| Panamá                      | Ciudad de Panamá           | Aeropuerto Internacional de Tocumen                 |                                                                                      |
| Puerto Rico                 | San Juan                   | Aeropuerto Internacional Luis Muñoz Marín           | Hasta 1985 conocido como Aeropuerto Isla Verde. Focus city.                          |
| República Dominicana        | Barahona                   | Aeropuerto Internacional María Montez               |                                                                                      |
| República Dominicana        | Puerto Plata               | Aeropuerto Internacional Gregorio Luperón           | Hub secundario                                                                       |
| República Dominicana        | Santiago de los Caballeros | Aeropuerto Internacional del Cibao                  |                                                                                      |
| República Dominicana        | Santo Domingo              | Aeropuerto General Andrews                          | De 1944 a 1959, fecha en que se clausuró este aeropuerto y se inauguró Las Américas. |
| República Dominicana        | Santo Domingo              | Aeropuerto Internacional Las Américas               | Hub principal                                                                        |
| América del Sur             |                            |                                                     |                                                                                      |
| Ecuador                     | Quito                      | Antiguo Aeropuerto Internacional Mariscal Sucre     |                                                                                      |
| Venezuela                   | Caracas                    | Aeropuerto Internacional de Maiquetía Simón Bolívar |                                                                                      |
| Europa                      |                            |                                                     |                                                                                      |
| Alemania                    | Fráncfort del Meno         | Aeropuerto de Fráncfort del Meno                    |                                                                                      |
| España                      | Madrid                     | Aeropuerto de Madrid-Barajas                        |                                                                                      |
| Francia                     | París                      | Aeropuerto de París-Charles de Gaulle               |                                                                                      |
| Italia                      | Milán                      | Aeropuerto de Milán-Malpensa                        |                                                                                      |
| Reino Unido                 | Londres                    | Aeropuerto de Londres-Gatwick                       |                                                                                      |

No todas las rutas fueron constantes a través de la existencia de la aerolínea. Algunas duraron pocos años y otras se mantuvieron desde el inicio de las operaciones internacionales hasta el cese de la compañía. En ese sentido, al momento de su clausura, Dominicana estaba sirviendo únicamente desde Las Américas y Puerto Plata, hacia Nueva York, Miami, San Juan y vuelos ocasionales a Caracas.

## Flota histórica
Durante sus 51 años de operaciones, Dominicana operó 57 aeronaves de recorridos cortos, medios y largos.
| Aeronaves                | Total | Introducido | Retirado | Matrículas                                                                                      | Notas |
| ------------------------ | ----- | ----------- | -------- | ----------------------------------------------------------------------------------------------- | --- |
| Airbus A300              | 3     | 1992        | 1993     | OY-CNA, OY-CNL, N216PA                                                                          | Rutas hacia Nueva York. |
| Aviation Traders Carvair | 2     | 1969        | 1978     | HI-168 y HI-172                                                                                 | Rutas de carga. El HI-168 se perdió en accidente.                                                                                  |
| Boeing 707               | 3     | 1971        | 1994     | HI-442 (rrg. HI-442CT), N706PA y N726PA                                                         | Rutas a Nueva York. El HI-442, empleado para carga entre 1989 y 1992, estuvo abandonado en Las Américas hasta su desguace en 2021. |
| Boeing 727-100           | 5     | 1972        | 1994     | HI-312 (rrg. HI-312CT), N15512, N7421U, HI-212CT y HK-727                                       | Rutas a Miami y el Caribe. |
| Boeing 727-200           | 10    | 1975        | 1999     | N-8858E, HI242CT, HI-452, HI-606CA, HI-612CA, HI-616CA, HI-617CA, HI-629CA, HI-630CA y HI-637CA | Todos destinados a rutas de corto a medio alcance. El HI-617CA se perdió en la puerta A6 de Las Américas por un incendio.          |
| Boeing 747-100           | 1     | 1985        | 1987     | HI-472                                                                                          | Usado para la ruta a Nueva York y para las rutas transcontinentales a varios países de Europa.                                     |
| Curtiss C-46 Commando    | 8     | 1948        | 1969     | HI-14, HI-18, HI-36, HI-16, HI-39, HI-21, HI-46 y HI-29                                         | Rutas nacionales, Haití y carga |
| Douglas DC-3             | 4     | 1947        | 1974     | HI-40, HI-12, HI-6 y HI-7                                                                       | Rutas nacionales, San Juan y Miami.                                                                                                |
| Douglas DC-4             | 8     | 1958        | 1977     | HI-169, HI-41, HI-42, HI-16, HI-18, HI-36, HI-39 y HI-46                                        | Para las rutas de carga y pasajeros a Haití y Miami. El HI-16 y el HI-36 se perdieron en accidentes.                               |
| Douglas DC-6             | 6     | 1962        | 1994     | HI-146, HI-59, HI-83, HI-92, HI-251 y HI-292 (rrg. HI-292CT)                                    | Para las rutas a San Juan y Miami.                                                                                                 |
| Douglas DC-8             | 1     | 1978        | 1981     | N72488                                                                                          | Aeronave rentada para las rutas a Miami y Nueva York.                                                                              |
| Lockheed L-188C Electra  | 1     | 1970        | 1971     | N125US                                                                                          | Carga. |
| McDonnell Douglas DC-9   | 2     | 1968        | 1970     | HI-177 y N8500                                                                                  | El N8500 era una nave rentada. El HI-177 se estrelló en 1970 muriendo 102 personas.                                                |
| McDonnell Douglas DC-10  | 3     | 1984        | 1996     | N902JW, XA-SYE y N143US                                                                         | Para las rutas a Nueva York, Madrid y París.                                                                                       |

### Especificaciones de la flota
Dominicana tenía la costumbre de nombrar algunos de sus aviones con nombres propios. Por ejemplo están el B707 HI-442 llamado Puerto Plata; los B727 HI-312 Sánchez (comprado nuevo directamente a Boeing vendido por partes en Miami a inicios de los 90s), el HI-212 Mella (abandonado en Las Américas), HI-242 Duarte (visto por última vez en las instalaciones de la empresa de mantenimiento COOPESA en San José, Costa Rica), HI-617 Enriquillo (incendiado en la puerta A6 de Las Américas), el HI-452 El Jordano (por haber sido comprado a Jordanian Airways en los 80's), el HI-612 Milky Way (por sus colores oscuros en similitud a ese chocolate, un esquema de Braniff International. Fue rentado por espacio de un año) y el HI-606CA Quisqueya. Al B747 HI-472 se le denominó El Jumbo y al DC-6 matrícula HI-292CT, Padre Billini. Este último sigue abandonado en Las Américas. 
Tras el incendio del HI-617 y la subsecuente pérdida de la categoría I de la FAA, para mantener sus vuelos a territorio estadounidense Dominicana recurrió al arrendamiento de varias naves incluyendo B737 y B757 de la aerolínea Mexicana TAESA. Estos arrendamientos, además de la aeronave, para cumplir con las limitaciones impuestas por las autoridades de los Estados Unidos, debían incluir también el mantenimiento y la tripulación.

## Accidentes e incidentes

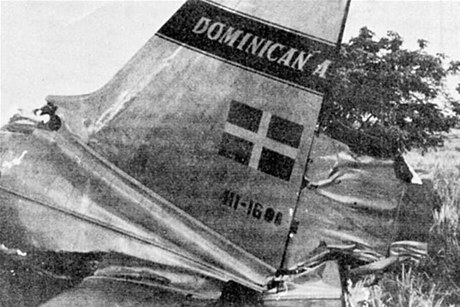
Cola de la nave de Dominicana accidentada en la tragedia de Río Verde. Ese fue el primer accidente de esa compañía estatal

De 1944 a 1995, Dominicana sufrió cinco incidentes y/o accidentes con sus aeronaves, muriendo en total 140 personas (121 pasajeros, 13 tripulantes y 6 personas en tierra).
- 5 de septiembre de 1993

Un Boeing 727 matrícula HI-617CA, que tenía 20 años en servicio (voló por primera vez en 1973) aterrizó en Las Américas procedente de San Juan, Puerto Rico. Tras detenerse en la puerta A6 de la terminal del aeropuerto, los pasajeros habían comenzado a desembarcar cuando por causa de un cortocircuito empezó a percibirse humo en la cabina y se activaron las alarmas de incendio. La cabina se llenó de humo y todos los pasajeros restantes fueron evacuados. Un incendio se extendió rápidamente y destruyó la nave por completo. De un total de 105 personas a bordo (98 pasajeros y 7 tripulantes), todos pudieron escapar. No hubo heridos ni fallecidos. Este hecho, más el estado decadente de la aerolínea tanto en el aspecto económico como de mantenimiento, fue el desencadenante último para que República Dominicana perdiera la Categoría I, y cayera a la Categoría II de la FAA, lo que condujo a que aeronaves de matrícula dominicana (HI-) y con tripulación dominicana no pudieran volar a territorio estadounidense. A partir de entonces, Dominicana recurrió al arrendamiento de aeronaves de matrícula extranjera con tripulación extranjera incluida. La República Dominicana recuperó la capacidad de que sus aeronaves visiten territorio estadounidense 14 años después, en 2007, cuando la FAA le otorgó nuevamente la Categoría I al país.
- 15 de febrero de 1970

Un DC-9 matrícula HI-177 estaba programado para la breve ruta de 45 minutos Santo Domingo-San Juan. La nave, que era prácticamente nueva (había sido comprada directamente al fabricante McDonnell Douglas en 1969), a dos minutos de haber despegado de Las Américas perdió la potencia del motor derecho. Los pilotos trataron de dar la vuelta para regresar al aeropuerto e intentar un aterrizaje de emergencia, pero durante el giro, el motor izquierdo también perdió la potencia, cayendo el avión en el Mar Caribe cerca de Punta Caucedo. Todos los 102 ocupantes (97 pasajeros y 5 tripulantes) murieron en el accidente, entre los que se encontraban el campeón dominicano de boxeo Carlos "Teo" Cruz y la mayor parte del equipo nacional femenino de voleibol de Puerto Rico. En el litigio que resultó, ante el tribunal de los Estados Unidos para el Distrito de Puerto Rico, quedó evidenciado que la causa principal del accidente fue combustible contaminado con agua por error, lo que condujo a que los motores se detuvieran. Fue el peor accidente de Dominicana.
- 23 de junio de 1969

Una nave de carga ATL-98 de Dominicana, matrícula HI-168 despegó de la pista 12 del Aeropuerto de Miami con rumbo a Santo Domingo. Justo tras dejar la pista, la torre avisó a la tripulación que estaba saliendo humo de los motores 2 y 4. El avión procedió a dar la vuelta para retornar al aeropuerto alcanzando una altitud de 300 pies. Repentinamente, el ATL-98 perdió altura y se estrelló alrededor de 2 kilómetros del aeropuerto, matando a 10 personas (los 4 tripulantes y 6 personas en tierra). La investigación arrojó que el accidente se debió a un confuso mal manejo de la aeronave por parte de la tripulación, quienes de haber actuado conforme a los procedimientos de vuelo con solo dos motores (de un total de 4 que tiene el ATL-98) pudieron haber aterrizado sin dificultades.
- 17 de julio de 1958

El vuelo 402, un DC-4 matrícula HI-36, despegó de la pista 23 del Aeropuerto General Andrews en Ciudad Trujillo, hoy Santo Domingo con destino a Miami en un vuelo de carga. Tras ascender 150 pies, el avión sufrió un desperfecto mecánico en uno de sus motores, entró en pérdida y se estrelló a 100 metros del final de la pista. Murieron los dos tripulantes.
- 11 de enero de 1948

En un vuelo de cabotaje, el equipo de béisbol B.B.C. Santiago se prestaba a retornar a Santiago procedente de Barahona tras disputar dos partidos del Campeonato Nacional de Béisbol Amateur de la República Dominicana. El avión Douglas DC-4 de Dominicana, matrícula HI-16, tras despegar de Barahona encontró clima adverso en su ruta a Santiago y cambió rumbo hacia Ciudad Trujillo, hoy Santo Domingo, estrellándose en las montañas del norte de la ciudad, en una sección llamada Río Verde cerca del poblado de Yamasá. El informe oficial del accidente arrojó que el suceso se debió a baja visibilidad causada por mal clima y a un error de navegación del piloto mientras se aproximaba a las montañas ubicadas en el centro-sur de la isla. Perecieron 32 personas: 18 peloteros, 12 pasajeros y 2 tripulantes. Este hecho se conoce en República Dominicana como tragedia de Río Verde y la fecha del accidente (11 de enero de 1948) es conmemorada cada año desde entonces, especialmente por peloteros, deportistas, cronistas deportivos y personas ligadas al mundo del deporte de ese país.